# Дюрдёш
Дюрдёш (словац. Ďurďoš) — село и одноимённая община в районе Вранов-над-Топлёу Прешовского края Словакии. В письменных источниках начинает упоминаться с 1363 года.

## География
Село расположено в южной части края, на правом берегу реки Топли, при автодороге 556. Абсолютная высота — 183 метра над уровнем моря. Площадь муниципалитета составляет 6,14 км².

## Население
| Год:                | 1994 | 2004  | 2014     | 2024    |
| ------------------- | ---- | ----- | -------- | ------- |
| Количество человек: | 188  | 235   | 267      | 285     |
| Разница:            |      | +25 % | +13,61 % | +6,74 % |

По данным последней официальной переписи 2011 года, численность населения Дюрдёша составляла 251 человек.